# ماريو غوسلين
ماريو غوسلين هو مالك فريق ناسكار ‏ كندي، ولد في 20 أكتوبر 1971 في Scott, Quebec ‏ في كندا.

## وصلات خارجية
- الموقع الرسمي
- ماريو غوسلين على موقع Racing-Reference.info (الإنجليزية)